# Congonhas
Congonhas é um município brasileiro no interior do estado de Minas Gerais, Região Sudeste do país. Localiza-se na região central do estado e ocupa uma área de cerca de 300 km², sendo que 22,8 km² está em perímetro urbano. Sua população foi estimada em 52 890 habitantes em 2022.

## Topônimo
O nome "Congonhas" origina-se de um arbusto abundante na região, chamado congonha. Das variações dessa planta é preparado um chá, que está na cultura regional desde os tempos da ocupação indígena. Esses povos originários chamavam o arbusto de "kongoi", que significa "o que alimenta", "o que sustenta".

## História

### Origem na busca do ouro

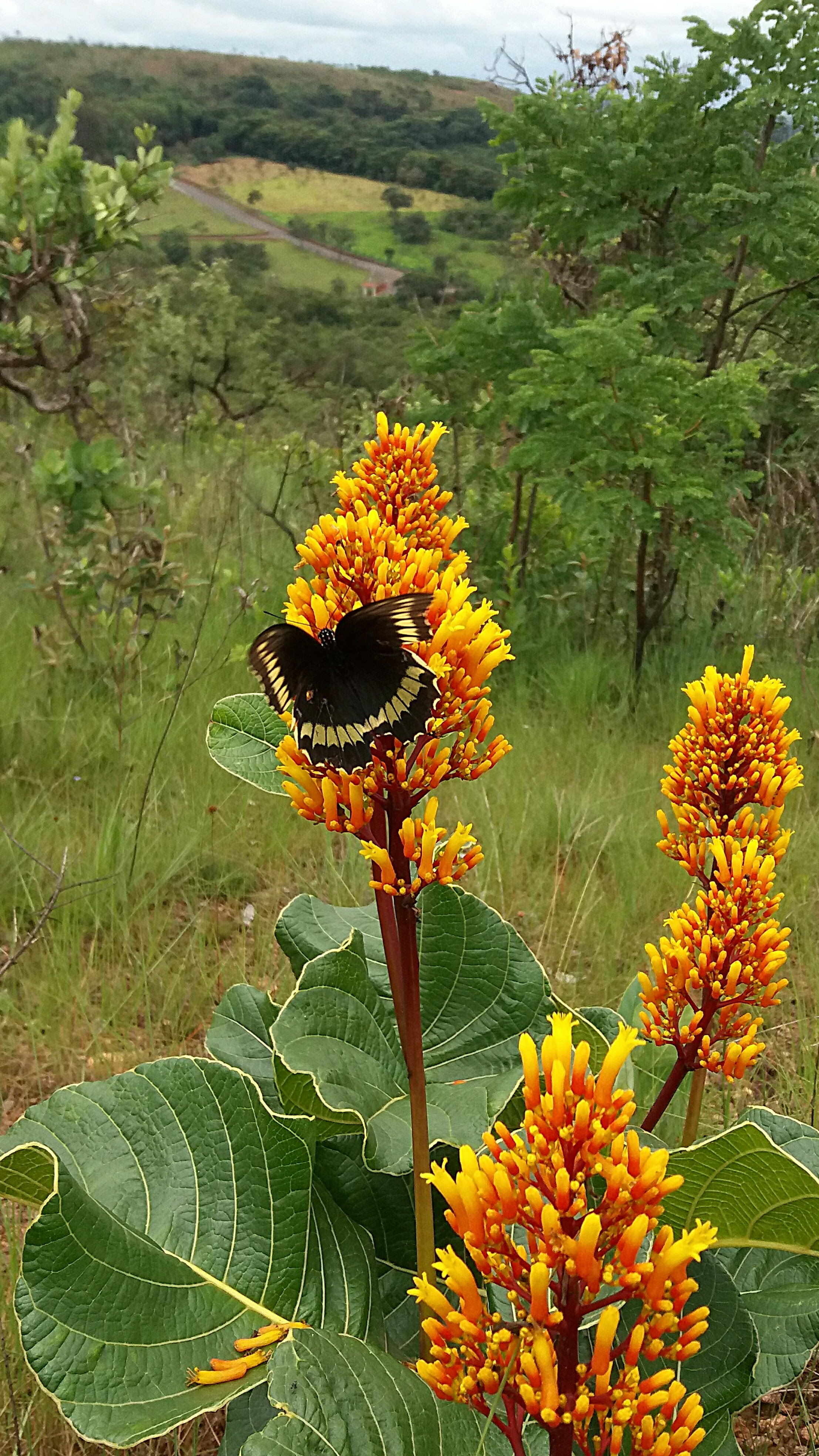
Planta Congonha Bate-Caixa

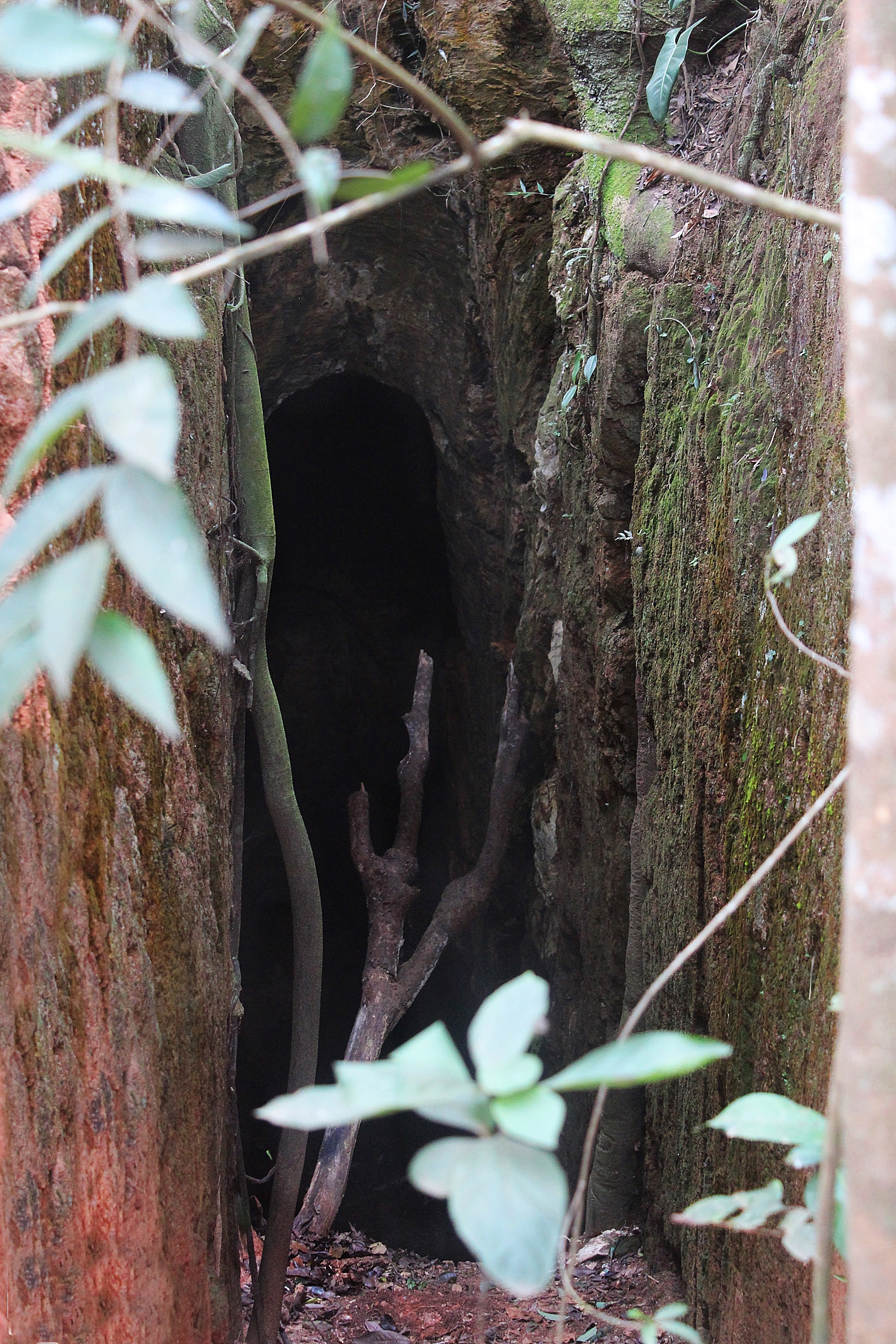
Mina de Ouro do século XVIII em Congonhas

Desde 1691 já há notícia de primeiros contatos entre bandeirantes e os povos indígenas carijós, na região denominada de Passagem do Gagé (Entre Congonhas e Conselheiro Lafaiete). Uma das bandeiras sertanistas seguiu a bacia rumo ao Rio Doce e na região de Itaverava se tem o primeiro manifesto do ouro nas Minas Gerais. Outras seguiram rumo ao norte (bacia do Rio das Velhas), usando de referência a Serra do Deus te Livre (Serra de Ouro Branco), contornando-a, encontrando bastante ouro na região do Ribeirão do Carmo, surgindo assim a primeira vila mineira, Mariana, em 1696 e dezenas de arraiais ao longo desse trajeto. Outras bandeiras seguiram a bacia do Rio Paraopeba. Após a atual região da  Passagem do Gagé, descendo os rios Soledade, Macaquinhos e Maranhão se tem as primeiras notícias de achados auríferos nas Congonhas do Campo, ainda no final do século XVII. Por essas rotas abertas na busca do ouro, surgiu o principal caminho do ouro até a primeiras décadas do Século XVIII, ligando a região de Vila Rica a Paraty, denominado Caminho Velho da Estrada Real.
Entre 1707 a 1709 ocorreu o maior conflito gerado pela busca insaciável ao ouro, a Guerra dos Emboabas, que travou duelos e perseguições entre paulistas, forasteiros de outros estados (emboabas) e indígenas. Um dos marcos desse conflito são as ruínas da Cadeia, que serviu para aprisionar pessoas detidas durante o conflito. Ainda de pé no atual distrito do Alto Maranhão.
Em 1718 é concedida a sesmaria da criação do arraial do Redondo (Alto Maranhão), em referência aos irmãos portugueses José e João da Silva Redondo, famílias pioneiras que plantam suas raízes nesse distrito, através da devoção à Nossa Senhora Da Ajuda.
Já em 1734 é iniciado a construção da segunda ermida da Matriz de Nossa Senhora da Conceição, criando oficialmente o arraial das Congonhas do Campo, pertencente a Vila Rica. O vão livre da nave desta igreja é considerado uma das maiores do pais. Sua portada em pedra sabão é atribuída à Aleijadinho, na sua primeira passagem por Congonhas. Seu interior com traços do barroco e rococó tem trabalhos atribuídos ao artista português Francisco Vieira Servas. Até então já existiam nas redondezas do arraial as capelas de Nossa Senhora Da Ajuda no arraial do Redondo, Santa Quitéria com data talhada de 1717 e a Nossa Senhora da Soledade em Lobo Leite.
Nasceu na região, em 1735, o Conego Luís Vieira da Silva, em Lobo Leite. Se tornou Cônego na Arquidiocese de Mariana e por causa de sua capacidade intelectual e acervo bibliográfico é considerado o principal pensador da Inconfidência Mineira. Faleceu em 1805 como prisioneiro político em um convento.
Em 1750 o português Manoel José Monteiro de Barros obtém a posse de três sesmarias de terras na região de Congonhas do Campo e se torna Guarda-Mor das explorações na região. Entre os filhos de Manuel José Monteiro de Barros se destaca Lucas Monteiro de Barros (1767), que se tornou o primeiro Barão e Visconde de Congonhas. Atuou nas áreas jurídicas e política, como um dos primeiros cargos de presidente do Supremo Tribunal de Justiça e primeiro governador da província de São Paulo (daí a origem do Aeroporto de Congonhas). O outro filho de destaque foi Romualdo José Monteiro de Barros (1765), que após a morte do pai, diferente de Lucas, assumiu e ampliou as lavras do pai, se tornando o Barão de Paraopeba.
Com a criação da Vila Real de Queluz (Conselheiro Lafaiete), em 1790, ficou decidido que as terras às margens esquerda do Rio Maranhão passariam a pertencer ao arraial do Redondo, ou seja, ao Queluz. À direita, Congonhas do Campo. Isso gerava um certo preconceito de ambas as partes, porque o Santuário do Bom Jesus de Matosinhos ficava na margem esquerda, ou seja, não pertencia a Congonhas, nem a Vila Rica e sim a Queluz. Durante os séculos seguintes essa 'disputa' só terminou com a emancipação do município, em 1938.
Em 1812 o geólogo alemão, barão Wilhelm Ludwig von Eschwege instalou-se no arraial das Congonhas, com a intenção pioneira no país de produzir ferro. Sua Fábrica Patriotica, nos terrenos do Barão de Paraopeba, contou com uma sociedade entre Friedrich Ludwig Wilhelm Varnhagen, e o intendente Câmara.  Tal local situa-se hoje às margens da atual rodovia BR 040, nas proximidades da Mina da Fábrica (nome dado em alusão a "Fábrica Patriótica"), hoje pertencente à VALE. Assim escreveu von Eschwege:
Por ocasião de minha chegada a Minas, em 1811, era comum esse processo bárbaro de produção de ferro. A maioria dos ferreiros e grandes fazendeiros que possuíam ferraria, tinham também o seu forninho de fundição, sempre diferente um do outro, pois cada proprietário, na construção, seguia suas próprias ideias. (...) Itabira do Mato Dentro foi o único lugar onde havia uma espécie de forno de peito fechado, cujo ar era fornecido por grande fole de couro, acionado por uma roda d'água, que punha em movimento, também um engenho de serra. O proprietário possuía várias forjas de ferreiro para fundição de ferro, e uma pequena máquina de perfurar, para fabricação de canos de espingarda. Dei a esse homem todas as instruções necessárias para o assentamento de um malho hidráulico, de que ninguém fazia ideia. Enviei-lhe mesmo, por algum tempo, um ferreiro alemão, de modo que o nosso homem fez grandes progressos na fabricação de ferro. Foi o primeiro que, no mês de abril de 1812, estirou ferro por meio de malho hidráulico. Este era de madeira, circulada de aros de ferro. A partir dessa ocasião, quatro outras pessoas do lugar imitaram minhas instalações da Fábrica de Ferro do Prata, perto de Congonhas do Campo e, em pouco tempo, trabalhavam 16 pequenos fornos, com diversos malhos de ferro forjado, movidos à água.— Wilhelm Ludwig von Eschwege
Vendo a determinação do intendente Câmara em produzir ferro no Brasil em escala industrial, e o andamento dos projetos já existentes, von Eschewege propôs construir em Congonhas uma fundição a custo muito mais baixo:

Direi somente que, até o ano de 1818, quando a fábrica sueca de São João do Ipanema foi transformada por von Varnhagen em uma fábrica do tipo alemão, minha usina de Congonhas produzia mais ferro do que a do Morro do Pilar e tanto quanto a de São João do Ipanema. E também que, tendo as duas primeiras custado 300 mil cruzados cada uma, as despesas com a construção da minha atingiram somente a 13 mil. Além disso, havia ainda a grande diferença de ter dado bons lucros aos proprietários, enquanto as duas outras somente produziram prejuízos consideráveis.

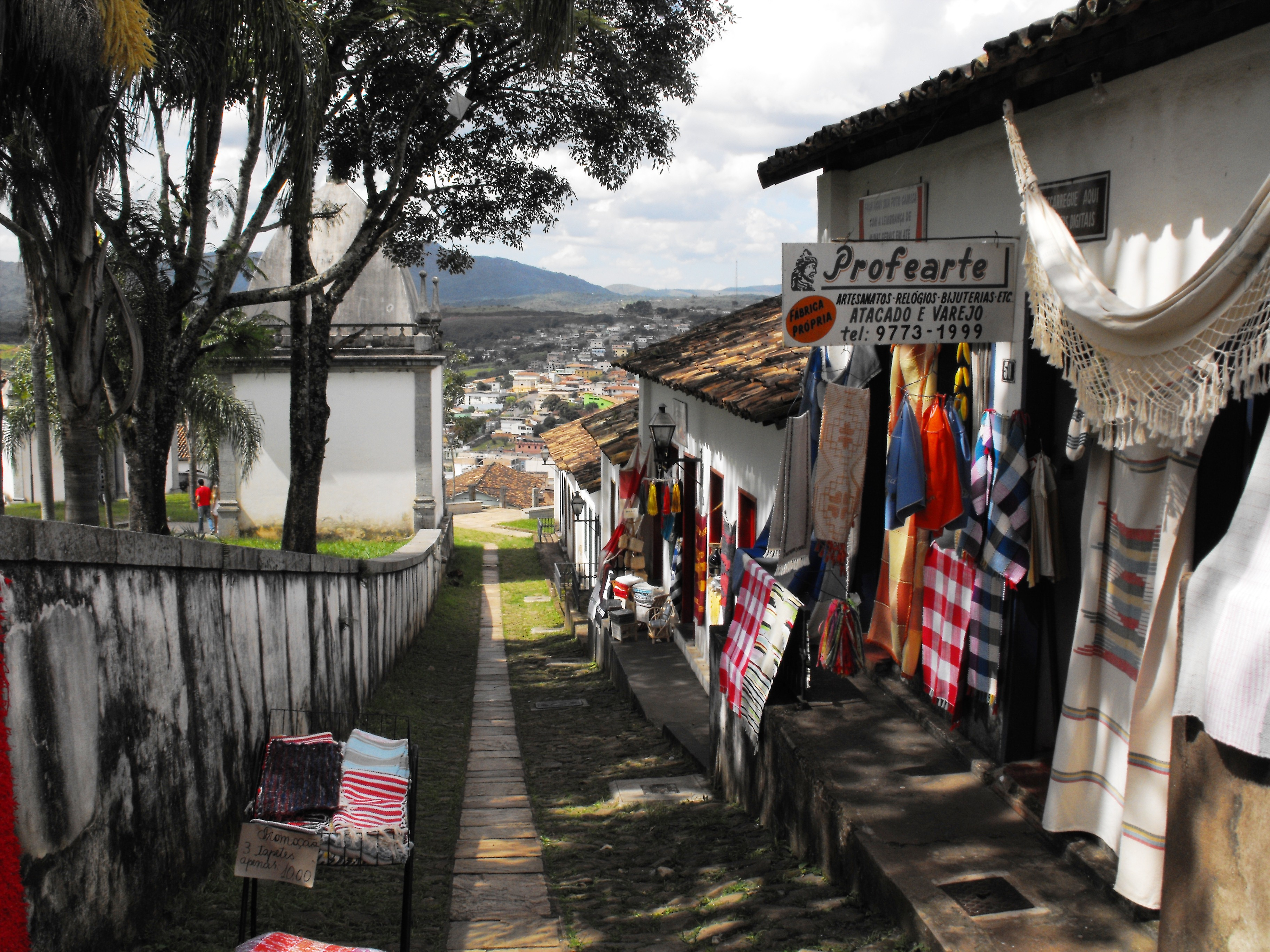
Beco dos Canudos, antiga pousada dos romeiros. Hoje, um mercado de artesanato

O Barão de Eschwege também passou a intervir em algumas explorações auríferas de Romualdo, destacando-se a Mina do Veeiro, nas proximidades do Parque da Cachoeira, onde começou a introduzir a extração mecanizada das areias auríferas, sendo que em 1814, a mina registrou 540 oitavas de ouro, uma das maiores produções após o auge do ciclo do ouro. Dada a credibilidade, Eschwege adquiriu a Mina da Passagem, em Mariana, tornando-a uma das maiores minas de ouro do mundo (até meados do século XX) e também à origem da empresa Anglo Gold Mineração.
Em 1840 nasceu em Congonhas Silvério Gomes Pimenta. Que viria a ser o primeiro bispo negro do Brasil, pela Arquidiocese de Mariana. Foi um dos responsáveis por inserir a ferrovia no fim do Século XIX em Congonhas, patrocinando através da Diocese um ramal que ligava a Estrada de Ferro Central do Brasil até o centro do arraial, alavancando de forma exponencial o número de romeiros e peregrinos até o Santuário do Bom Jesus de Matosinhos. Dom Silvério foi eleito membro da Academia Brasileira de Letras em 1919.
Em 17 de dezembro de 1938, o então distrito de Congonhas do Campo foi elevado à categoria de município, sendo desmembrado dos municípios de Conselheiro Lafaiete e Ouro Preto. Em 27 de dezembro de 1948, o município de Congonhas do Campo passou a denominar-se apenas Congonhas, pela Lei Estadual n.º 336.

### O marco de uma devoção - Santuário Bom Jesus de Matozinhos

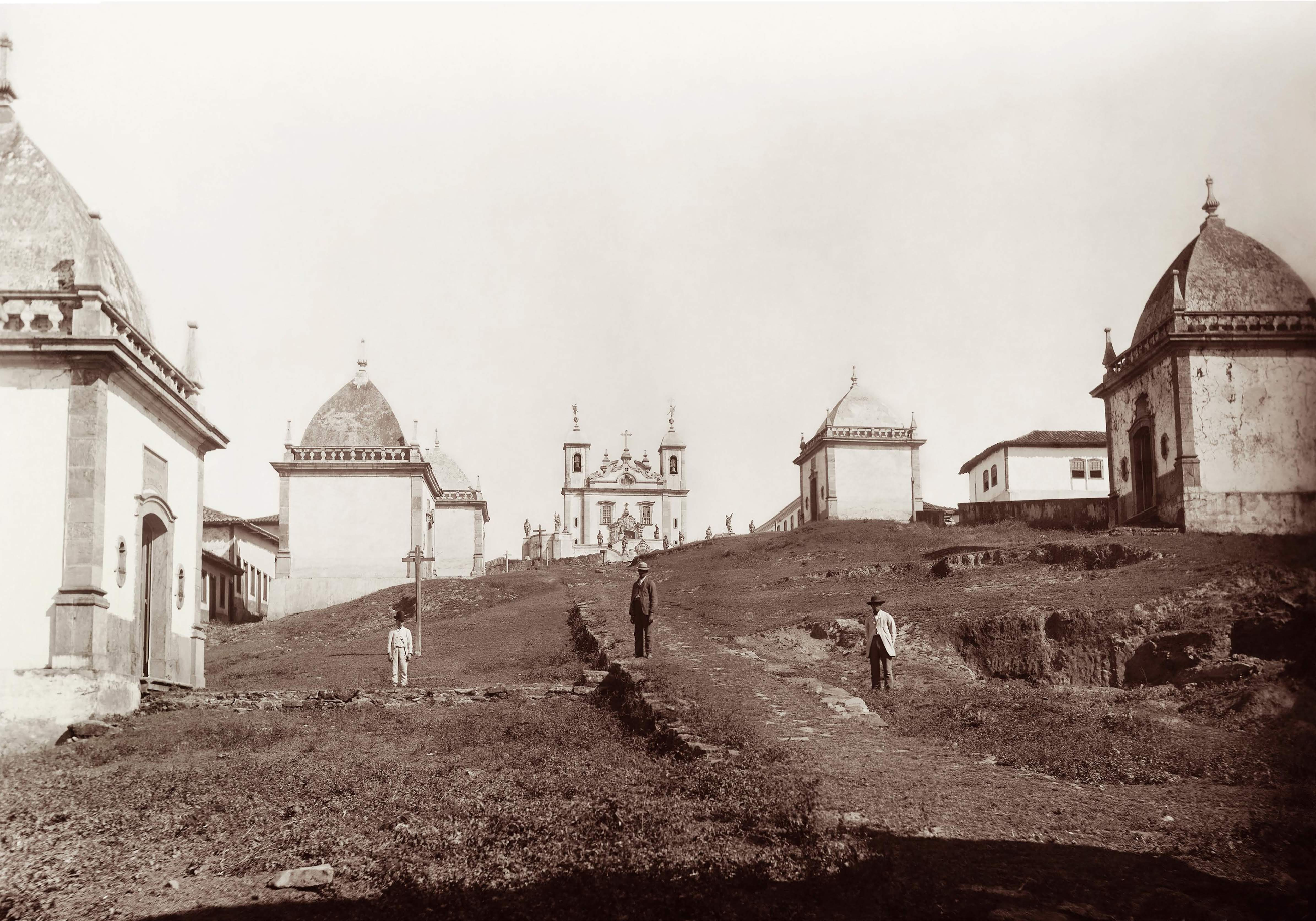
Congonhas em 1880 por Marc Ferrez

Em 1755 chega a Congonhas o mineiro Feliciano Mendes, vindo de Portugal, em busca de ouro. Em 1757, após uma doença grave, Feliciano Mendes realiza uma promessa de criar um santuário em devoção ao Bom Jesus de Matozinhos (devoção vinda do norte de Portugal). Com autorização do Rei de Portugal, foram iniciadas as obras do Santuário do Bom Jesus de Matosinhos, com verba obtida da doação da fortuna adquirida do ouro de Feliciano Mendes e esmolas obtidas pelo mesmo usando um oratório, onde ele e um escravo perambulavam vilas a arraiais da região em busca de conseguir pagar a promessa. Feliciano faleceu alguns anos após se iniciar as obras. Contribuíram com grandes quantias Francisco de Lima; Manuel Rodrigues Coelho, Bernardo Pires da Silva, de modo que se começou a nave central da igreja; em 1787 foi colocada diante do altar-mor a imagem do Cristo morto; custódia e vasos sacros de prata  foram encomendados ao ourives Felizardo Mendes. De 1769 a 1772 trabalhou ali o mestre João de Carvalhais, recebendo 32 oitavas «à conta da pintura do altar de Santo Antônio».  Data de 1781 a última menção a Carvalhais: recebeu oito oitavas « de feitio de duas imagens de Cristo dos colaterais» para a igreja. No fim do Século XVIII foi contratado Antônio Francisco Lisboa, o Aleijadinho, para talhar 66 imagens em madeira de cedro com figuras da paixão de cristo. Em 1789 é dada a autorização do Papa Pio VI para o Jubileu do Senhor Bom Jesus de Matosinhos, entre 8 e 14 de setembro, oficializado no ano seguinte, é a mais antiga romaria de Minas Gerais. Em 1800, junto de seu ateliê, mesmo sofrendo com sua doença degenerativa, começou a esculpir 12 profetas da Bíblia em pedra-sabão (há teorias que os 12 profetas seriam retratos dos Inconfidentes Mineiros). É considerada sua obra-prima e o Santuário é a maior obra barroca das Américas. Em 1819 requisitaram-se os serviços do pintor Manuel da Costa Ataíde para restaurar pintura da capela-mor e a pintura das cenas da Paixão de Cristo nas 6 capelas dos passos. Nos anos 1970 recebeu uma grande intervenção paisagística comandada por Burle Marx. Em 1985 todo o complexo do Santuário foi declarado Patrimônio Mundial pela UNESCO. Em 2004, numa campanha da Globo Minas, o Santuário foi eleito a Imagem de Minas.

### Preservação patrimonial

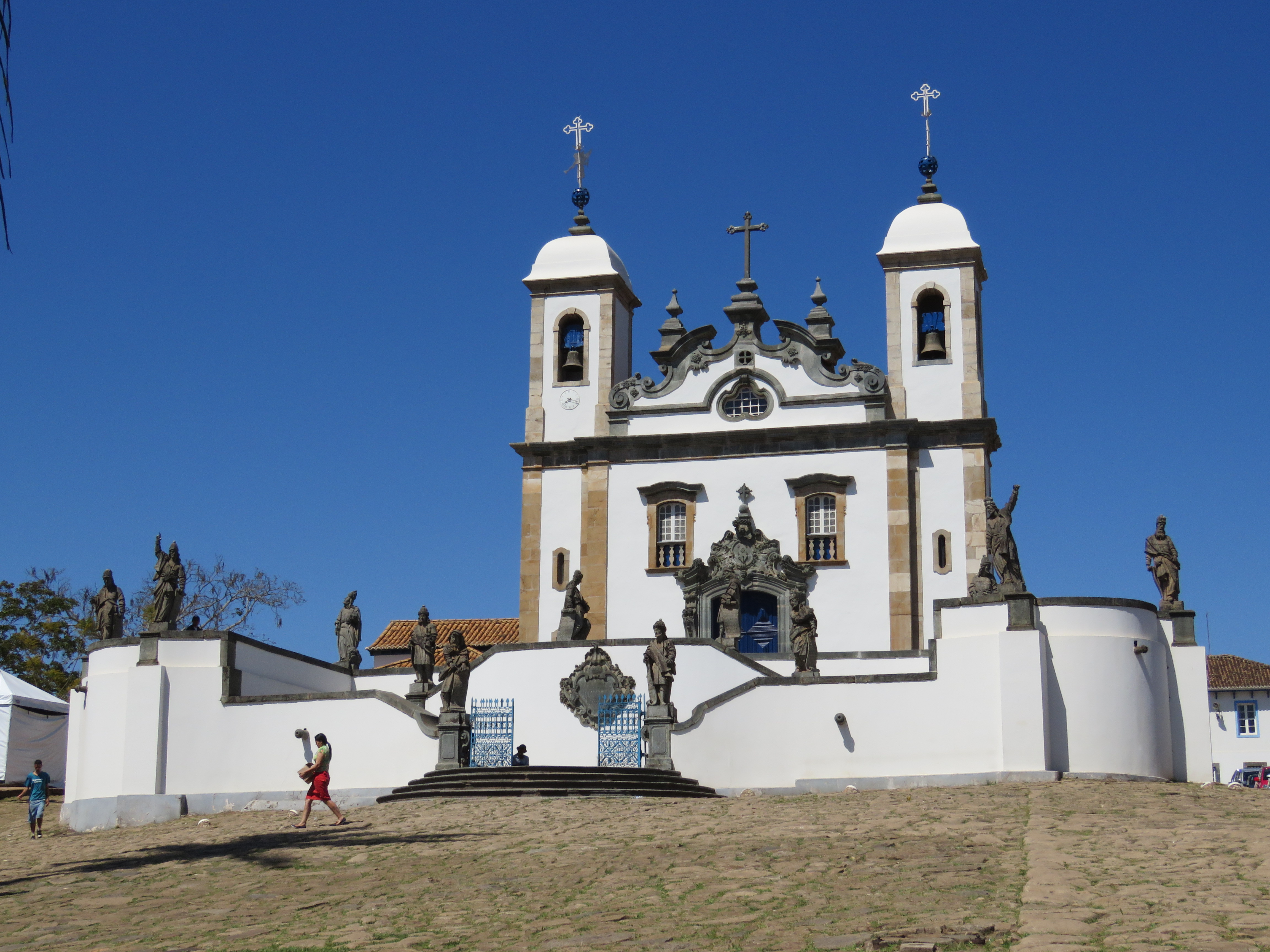
Santuário do Bom Jesus de Matosinhos

Em 1941 o conjunto arquitetônico e urbanístico da cidade foi tombado pelo IPHAN, onde na época existia apenas o eixo 'Basílica-Matriz'. Ao longo dos anos os principais monumentos da cidade também foram tombados nacionalmente de forma individual: todo o entorno do Santuário; a igreja Matriz de Nossa Senhora da Conceição; a coleção de Ex-votos do Santuário (Sala dos Milagres) e a Estação Ferroviária da Estrada de Ferro Central do Brasil, de 1914.
As igrejas de Nossa Senhora da Ajuda no Alto Maranhão e Nossa Senhora da Soledade e a Romaria são tombadas na esfera estadual pelo IEPHA. Já a Matriz de São José Operário (1817) e igreja de Nossa Senhora do Rosário dos Pretos (por falta de documentos, historiadores indicam a construção na mesma data da Matriz de Nossa Senhora da Conceição, por escravizados) são tombadas na esfera municipal.
Em 2015, após muitos anos de debates entre IPHAN, Igreja Católica, poder público e sociedade civil foi inaugurado o imponente Museu de Congonhas. Sendo um dos mais modernos do país é também o primeiro e único museu dentro de um sítio histórico no Brasil e tem foco principal na devoção ao Bom Jesus de Matosinhos. Nos dois primeiros anos recebeu cerca de 100 mil visitantes. O projeto idealizado por concurso foi elaborado pelo renomado arquiteto Gustavo Penna.

## Geografia

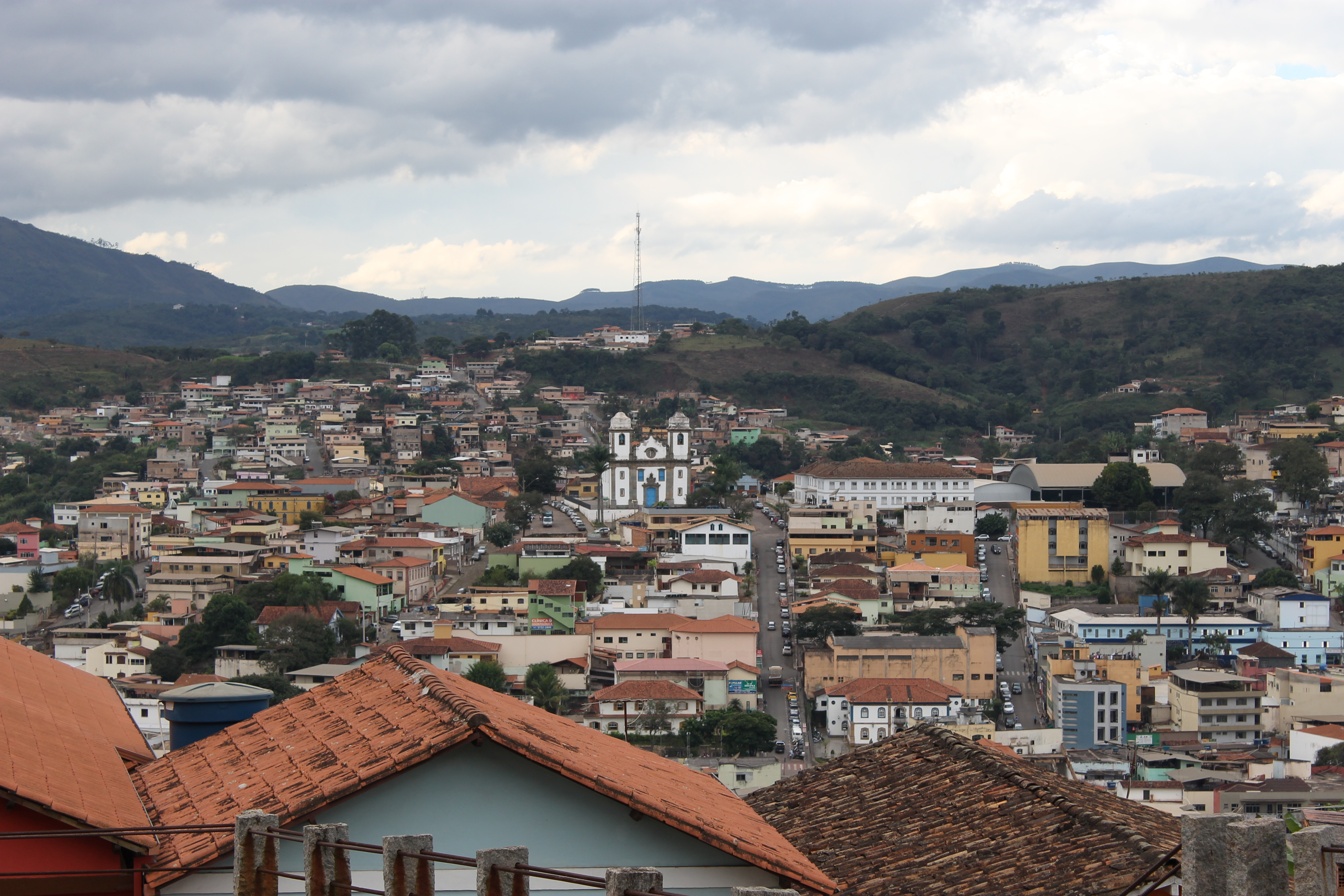
Vista panorâmica da cidade

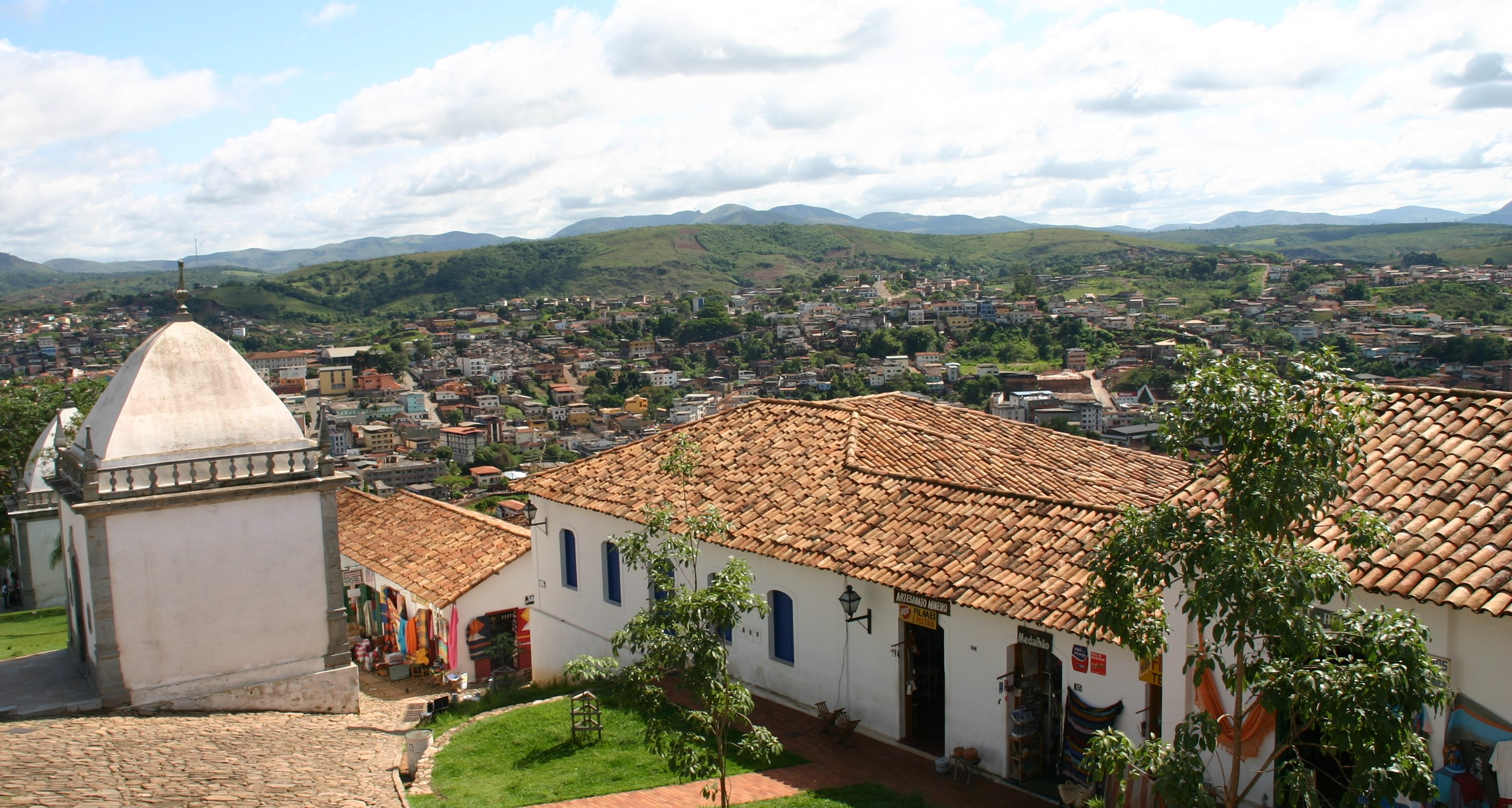
Vista parcial da cidade a partir do Santuário do Bom Jesus de Matosinhos

Localiza-se a uma latitude 20º29'59" sul e a uma longitude 43º51'28" oeste, estando entre serras, a uma altitude média de 1 023 metros.
A cidade, distante setenta quilômetros de Belo Horizonte, é formada por três distritos: O distrito de Congonhas (distrito-sede), Alto Maranhão e Lobo Leite. O solo é rico em minério de ferro de alto teor (hematita), sendo que no passado também já foi expressiva a mineração em busca de ouro, metal encontrado até nos dias atuais, apesar de não ser em escala industrial. A exploração do ouro ocorreu pela região do rio Paraopeba e seus afluentes Varginha, Ouro Branco, Soledade, Gagé e Maranhão.
Conforme a classificação geográfica mais moderna (2017) do IBGE, Congonhas é um município da Região Geográfica Imediata de Conselheiro Lafaiete, na Região Geográfica Intermediária de Barbacena.

## Economia
O município possui como maior fonte de renda, a extração mineral e a indústria metalúrgica, com destaque para a mina de Casa de Pedra, da Companhia Siderúrgica Nacional, a Mina de Fábrica (antiga Ferteco Mineração S/A, depois incorporada à Vale S.A.), a Mina Viga, antiga Ferrous Resources do Brasil, que também foi incorporada à Vale e a usina siderúrgica da Gerdau Açominas.

## Cultura

### Dialeto local
Segundo o Esboço de um Atlas Linguístico de Minas Gerais (EALMG), realizado pela UFJF em 1977, o dialeto local é o mineiro.